# خواجة ديزج
خواجة ديزج هي قرية في مقاطعة تبريز، إيران. عدد سكان هذه القرية هو 1,581 في سنة 2006.